# Marlofa
Marlofa es una localidad del municipio de La Joyosa, en la provincia de Zaragoza. Se encuentra a 1,9 km de la cabecera del municipio y a unos 20 km al noroeste de Zaragoza, entre los ríos Jalón y Ebro.

## Historia
Marlofa tiene su origen en una finca de señorío, alrededor del cual se fueron construyendo edificaciones para los agricultores. En 1845 se unió al municipio de la La Joyosa, constituido en 1834.

## Monumentos de interés
El monumento más significativo de Marlofa es la Iglesia de Nuestra Señora del Carmen, de estilo barroco construida en el siglo XVII.
A día de hoy, tras una significante limpieza, a la entrada del municipio se encuentra la balsa de Marlofa, una pequeña charca de agua de manantial.

## Fiestas
- Virgen del Rosario, del 2 al 6 de octubre.
- Virgen del Carmen, del 11 al 14 de julio.